# 辛辛那提黑旅
辛辛那提黑旅(Black Brigade of Cincinnati)是為美國內戰期間的一個北軍軍事組織，因為南軍要進攻俄亥俄州的辛辛那提而倉皇成立。
辛辛那提起初禁止黑人加入軍隊，戰爭開始時黑人亦只可以在警察的監視下從事堡壘維修，而且有一些白人警察會以強權壓迫黑人勞工。直到聯邦中將狄克遜上任，所有黑人才得到公平的對待。
內戰初期，南方的亨利將軍奉命攻佔辛辛那提，因為她是全美第六大城市。鎮長即時宣戰; 聯邦將軍卢·华莱士亦倉皇成立一支新軍團。
雖是如此，但50,000名自願軍加上俄亥俄第104步兵團(104th Ohio Infantry)的22,000名軍人，令辛辛那提的防線固若金湯。終於，1862年9月，南軍到達辛辛那提的防線前，猶疑了整整一天，就於13日全面撤退。華萊士也被譽為“辛辛那提的救世主”(Savior of Cincinnati)。